# Microtus liechtensteini
Microtus liechtensteini är en gnagare i släktet åkersorkar som förekommer i centrala och sydöstra Europa.

## Utseende
Arten når en kroppslängd (huvud och bål) av 90 till 115 mm, en svanslängd av 30 till 44 mm och en vikt av 19 till 30 g. Den har 15 till 17 mm långa bakfötter. Ovansidan är täckt av rödbrun päls och på undersidan förekommer ljusgrå till gulgrå päls. Den skiljer sig från nära besläktade sorkar genom avvikande detaljer av skallens konstruktion. Det finns även genetiska differenser.

## Utbredning
Djurets anfader hade ursprungligen en större utbredning över Centraleuropas bergstrakter. På grund av en omfattande nedisning under pleistocen delades populationen i tre arter, Microtus bavaricus, Microtus multiplex och Microtus liechtensteini. Den senare förekommer i Alperna öster om floden Adige och i angränsande bergstrakter i nordöstra Italien, Österrike, Kroatien, Slovenien och Bosnien-Hercegovina. Sorken lever i mera öppna habitat nära skogar som skogskanter, gläntor, bergsängar, vinodlingar och områden med buskar. Arten föredrar en tät undervegetation (örter, gräs). Den når upp till 1700 meter över havet.

## Ekologi
Individerna kan vara aktiva under alla dagstider. De etablerar revir som är 200 till 400 m² stort, med viss överlappning mellan artfränder av olika kön. Sorken vilar i det komplexa underjordiska boet med flera tunnlar och upp till sju kamrar. Ibland använder Microtus liechtensteini övergivna bon av andra djur. Den äter under den varma årstiden främst gröna växtdelar. Födan kompletteras med rötter, rotfrukter, bär och bark.
Troligtvis blir honor brunstiga under alla årstider. En kull har vanligen upp till tre och sällan upp till fyra ungar. Beståndet minskar markant under hösten. Individerna blir sällan 12 månader gamla. Arten har flera olika fiender som mårddjur, rödräv, ugglor och andra rovlevande fåglar.

## Status
För beståndet är inga allvarliga hot kända. Microtus liechtensteini bekämpas ibland med gift där den är mycket talrik. I utbredningsområdet förekommer flera naturskyddsområden. IUCN listar arten som livskraftig (LC).